# ウラクロシジミ
ウラクロシジミ（裏黒小灰蝶、Iratsume orsedice orsedice）は、チョウ目シジミチョウ科に属するチョウの一つ。

## 概要
ゼフィルスの一員。尾状突起はあるが舌状部を持たない変わった形の翅を持つ。オスの翅表は真珠のような輝きを持つが、メスは茶褐色地に灰青白色の斑紋があるのみ。翅裏はミドリシジミ類によく見られる濃淡二色の縦帯が通り、外縁部には黒斑が並ぶ。名にたがわず黒っぽいが、和名に取り上げるほど他のゼフィルスと大差があるわけではない。オスの占有飛翔は夕刻。
食樹はマンサク科のマンサク。森林性が強く、疎林には少ない。本州の日本海側と九州・四国・南北海道の一部に分布するが、数は多くない。越冬態は卵。